# آکائا
اکاء (به لاتین: Akaa) یک شهرک و شهرداری در فنلاند است که در پیرکانما واقع شده‌است.